# Kopište
Kopište je nenaseljeni otočić u hrvatskom dijelu Jadranskog mora, zapadno od Lastova.
Njegova površina iznosi 0,739 km². Dužina obalne crte iznosi 7,72 km.